# Stibadio dionisiaco
Stibadio dionisiaco è un affresco rinvenuto nella casa di Gavio Rufo a Pompei e custodito all'interno del Museo archeologico nazionale di Napoli.

## Storia
Realizzato il 45 e il 79, l'affresco era il pannello centrale della parete sud dell'esedra della casa di Gavio Rufo: insieme ad altre opere presenti nello stesso ambiente, Teseo liberatore e Piritoo, venne rimosso dalla sua collocazione originale nel 1867 durante le indagini archeologiche che riguardarono l'abitazione, per essere conservato al Museo archeologico nazionale di Napoli.

## Descrizione
L'affresco, in quarto stile, raffigura una gara fra due divinità, le quali sono nell'atto di spogliarsi per essere giudicate: a causa della mancanza di caratteristiche distintive, l'identificazione dei personaggi è alquanto dubbia.
Al centro della scena è Espero o Dioniso: poggiato su un trono posto su un podio a cui si accede mediante scalini, presenta un corpo nudo ricoperto da un mantello solo nella parte del braccio destro e della coscia sinistra, mentre nella mano sinistra reca una fiaccola dorata; ai suoi piedi dorme una pantera. Sulla sinistra, anch'egli seduto su un trono decorato da uccelli nella parte superiore dei piedi, è Apollo: sul suo capo è un nimbo, il corpo ha una carnagione chiara ed è vestito solo parzialmente da un mantello viola e rosso, in parte tenuto da un'ancella che lo aiuta a spogliarsi; entrambi i personaggi hanno lo sguardo rivolto verso la figura centrale in attesa del verdetto. Sulla destra è Venere: in testa ha una corona, la parte superiore del corpo è nuda, mentre le gambe sono coperte da un mantello viola; alle sue spalle un'ancella con in mano un ramo di foglie.
Lo sfondo, semplice, in modo tale da concentrare l'attenzione dello spettatore sulla scena principale, è un ambiente aperto nel quale è possibile scorgere, su podi, delle colonne con annodate delle tenie.